# Absurd (gruppo musicale polacco)
Gli Absurd sono stati un gruppo musicale polacco.

## Storia
Il gruppo si formò a Gliwice nel 1984, ed era formato dal chitarrista Dariusz Dusza (ex- Death Kliniczna), dal cantante Lumpaja, dal bassista Adam Hagno (che sverrà sostituito da Lucjan Gryszka) e dalla batterista Marlena.
Tra il 1985 e il 1986, il gruppo si esibì al Grand Festival Róbrege di Varsavia, al Festival di Jarocin, al Festiwalu Artystycznym Młodzieży Akademickiej (FAMA) e al Świnoujściu di Świnoujście. Nel 1987, gli Absurd pubblicarono il loro unico singolo Zżera mnie dżuma per la Rozgłośni Harcerskiej della Polskie Radio Program III. Dopo la separazione di Absurd, Soul e Gryszka formarono i Darmozjady.
Nel 1996, l'etichetta Winter Zine, con il permesso di Dariusz Duszy, pubblicò Absurd, un album dal vivo della band in formato cassetta con registrazioni d'archivio. Nel 2018 uscì l'antologia Anomalia.

## Formazione
Ultima formazione
- Lumpaj – voce
- Dariusz "Chudy" Dusza – chitarra
- Lucjan "Lucek" Gryszka – basso
- Marlena – batteria

Ex membri
- Adam Hagno – basso

## Discografia

### Album dal vivo
- 1996 – Absurd

### Album compilation
- 2018 – Anomalia

### Singoli
- 1987 – Zżera mnie dżuma